# Ниёве Републик
Ниёве Републик (нидерл. Nieuwe Republiek, букв. «Новая республика») — небольшое бурское государство, существовавшее в Южной Африке в конце XIX века.

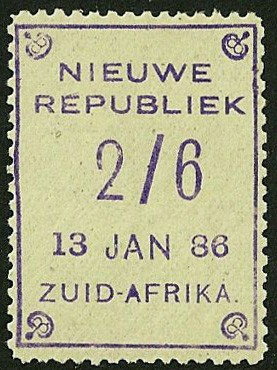
Почтовая марка Новой Республики (1886)

В 1884 году зулусский вождь Динузулу нанял армию из буров (Dinuzulu's Volunteers), чтобы обеспечить себе преимущество во внутризулусской гражданской войне. Взамен он пообещал бурам земли вдоль реки Умфолози. 5 августа 1884 года буры основали на пожалованных им землях «Новую республику» со столицей во Фрейхейде, её президентом стал генерал Лукас Йоханнес Мейер. Позднее, 20 июля 1888 года, эта республика вошла в состав Южно-Африканской Республики (Трансвааль) в качестве округа Фрейхейд. В конце второй англо-бурской войны (1899—1902) территория была включена в состав колонии Наталь.